# 福岡アジア都市研究所
公益財団法人福岡アジア都市研究所（ふくおかアジアとしけんきゅうしょ）、英語：Fukuoka Asian Urban Research Center、略称：URC）は、都市政策の調査研究を行う自治体シンクタンクである。初代理事長は、故光吉健次九州大学名誉教授で、研究所の自主研究である「アジアの拠点都市を目指す福岡の空港機能のあり方に関する研究」などにおいて研究を指導した。研究員数は変動があるが非常勤研究員を含めて十数人程である。

## 概要
- 前身となる財団法人福岡都市科学研究所は、1988年8月、福岡の産学官連携の下、都市経営の視点と長期的展望に立つ都市政策を研究し、将来の都市戦略を考えることを目的に福岡市の全額出資により設立。
- 2004年4月、福岡都市科学研究所とアジア交流事業を行っていた福岡市出資の財団法人アジア太平洋センターが統合し、財団法人福岡アジア都市研究所に改称。
- 2012年4月、財団法人から公益財団法人に移行。
- 2021年1月現在、会長は福岡経済同友会代表幹事の貫正義、理事長は九州大学副学長の安浦寛人[1]。
- 2022年1月、福岡市中央区天神1-10-1 福岡市役所北別館6階から、福岡市博多区博多駅前2-8-1 博多区役所10階に移転[2]。

## 事業
- 都市政策に関する調査研究
- アジア交流ネットワークの形成
- 情報の収集・分析・加工・発信
- 地域の人材育成
- 受託事業

## 所在地
- 福岡県福岡市博多区博多駅前2-8-1 博多区役所10階